# Edgar Álvarez
Edgar Anthony Álvarez Reyes (Puerto Cortés, 9 de janeiro de 1980) é um ex-futebolista hondurenho que jogava como ponta-direita.

## Carreira em clubes
Tendo se profissionalizado pelo Platense com apenas 16 anos, Álvarez defendeu os Tiburones Blancos até 2003, quando assinou com o Peñarol, vencendo o torneio Clausura no mesmo ano e sendo considerado peça importante no esquema tático do treinador Diego Aguirre.
El Mosky (um dos apelidos do jogador) atuaria ainda por 8 temporadas no futebol da Itália, defendendo Cagliari, Roma, Messina, Livorno, Pisa, Bari e Palermo. Em julho de 2012 assinou com o Dinamo Bucareste, onde teve sua passagem prejudicada por lesões - foram apenas 5 partidas disputadas pelo time romeno antes de rescindir o contrato em dezembro. Voltaria ao Platense em 2013, disputando 156 partidas e marcando 7 gols até 2019, quando encerrou a carreira aos 39 anos.

## Carreira
Álvarez fez sua estreia pela Seleção Hondurenha na Copa Centroamericana de 2001, entrando como substituto de Mauricio Sabillón na derrota por 2 a 1 para o Panamá. Ele não foi lembrado pelo técnico Ramón Maradiaga na lista de convocados para a Copa América, onde a seleção surpreendeu ao conquistar o terceiro lugar.
Representou os Catrachos ainda em 2 edições da Copa Ouro da CONCACAF (2003 e 2007) e na Copa do Mundo de 2010, a primeira disputada pelo país desde 1982, atuando em 2 partidas.
Sua despedida da seleção foi também contra o Panamá, desta vez pelas eliminatórias da Copa de 2014, que terminaria com empate por 2 a 2. O técnico Luis Fernando Suárez não convocou Álvarez para o torneio, e o ponta encerrou sua carreira internacional com 54 jogos disputados e 3 gols marcados.

## Títulos
Peñarol
- Campeonato Uruguaio: 2003[7]

Platense
- Campeonato Hondurenho: 2000–01
- Copa de Honduras: 1996, 1997–98